# François Le Noir

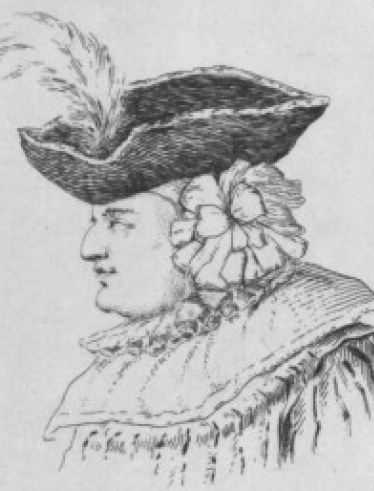
François Le Noir

François Le Noir (Parijs, 1626 – aldaar, 27 juli 1680), beter bekend onder zijn artiestennaam La Thorillière, was een Franse komediespeler. 
Nadat hij eerst in het 9e Franse dragonderregiment als kapitein had gediend, trouwde hij inj 1658 met Marie Petitjean, die de nicht was van de komiek La Rocque. Van 1659 tot 1661 maakte hij deel uit van het gezelschap van het Théâtre du Marais en vervolgens sloot hij zich aan bij het gezelschap van Molière. Na Molières dood trad François le Noir toe tot het Hôtel de Bourgogne.
Op 2 december 1667 liet hij in het Théâtre du Palais-Royal een door hemzelf geschreven stuk opvoeren, getiteld Cléopâtre. Hiervan kwamen ongeveer tien voorstellingen. 
Le Noirs dochter Charlotte trouwde in 1675 met de komediespeler Michel Baron. Zijn andere dochter Marie-Thérèse trouwde in 1680 met de dramaturg Florent Carton Dancourt. Le Noirs zoon Pierre (1659-1731), die ook La Thorillière werd genoemd, werd een vaste speler bij de Comédie Française. 